# 长刀光鱼
长刀光鱼（学名：Polymetme elongata）为輻鰭魚綱巨口魚目光器鱼科刀光鱼属的鱼类。分布于日本以及东海冲绳海槽附近海区等，屬深海魚類，棲息深度可達350公尺，體長可達18.4公分。该物种的模式产地在日本。
其种加词“elongata”意为“长的”。

## 外部連結
长刀光鱼的圖片 （页面存档备份，存于）